# Nebbegård (Blovstrød Sogn)
 For alternative betydninger, se Nebbegård. (Se også artikler, som begynder med Nebbegård)
Nebbegård eller Næbbegård er et tidligere landsted i Blovstrød Sogn, Lynge-Kronborg Herred, Frederiksborg Amt, nuværende Hørsholm Kommune.
Gården tilhørte oprindeligt en bonde, men blev i 1740 overtaget af etatsråd Johannes Valeur (1700-1771), der i nogle år forud havde haft sommerbolig der i det af ham selv opførte stuehus. Han lod derefter hele gården ombygge, forbedre og forskønne, så den blev "en Gaard passende for et Herskab", som det fremgår af en senere auktionsbeskrivelse, som fortsætter: "Den er smukt beliggende ved Sjælsø, omgiven af Skov, har gode velindrettede Huse, indhegnede Haver med Frugttræer og vedlagte Asparges. lande, Fiskedamme m. m." Johannes Valeur døde i 1771, og sønnen Andreas Valeur (1733-1811) arvede gården. Andreas Valeur forvaltede imidlertid sit liv elendigt, og allerede 1780 blev han på sin svoger, grosserer Hansens foranstaltning umyndiggjort på grund af drikfældighed og ødselhed, og i december udbød hans formynder gården til salg. Den blev dog først afhændet i 1782 til madam Kyhner. Senere ejede kammerherre, staldmester Frederik Christian August de Roepstorff gården, og under en jagt, denne mand lod afholde, nedbrændte den 1799.
I 1974 oprettedes Tidens Højskole på Nebbegård.